# Enytus nitidiventris
Enytus nitidiventris là một loài tò vò trong họ Ichneumonidae.